# Anni 890 a.C.
Gli anni 890 a.C. sono il decennio che comprende gli anni dall'899 a.C. all'890 a.C. inclusi.

## Morti
- Megacle, politico ateniese
- Zhou Yi, sovrano cinese891 a.C.
- Adad-nirari II, sovrano assiro